# Kamikabe
Kamikabe ist eine US-amerikanische Technical-Death-Metal-Band aus Pittsburgh, Pennsylvania, die im Jahr 2003 gegründet wurde.

## Geschichte
Die Band wurde im Jahr 2003 gegründet. Es folgten die ersten Auftritte sowie die Arbeiten zum ersten Tonträger. Im Jahr 2009 erschien mit Strength to Carrion die erste EP, der sich 2010 mit Aporia eine weitere anschloss. Daraufhin erreichte die Band einen Vertrag bei Unique Leader Records, worüber im August 2012 das Debütalbum Aberration of Man erschien. Das Album wurde unter der Leitung von Brette Ciamarra im Studio 344 aufgenommen. In dem Lied Only the Dead Rest war zudem Geoff Ficco von The Faceless als Gastsänger zu hören.

## Stil
Laut Madam X von angrymetalguy.com spiele die Band auf Aberration of Man Technical Death Metal vergleichbar mit den Werken von Deeds of Flesh, Suffocation, Necrophagist, Vale of Pnath, Sophicide und Dead Will Rise, wobei auch Einflüsse aus dem Hardcore Punk zu hören seien. Vor allem entsprechend dem Wechsel in Taktangabe und Tempo erinnere die Band an Deeds of Flesh. Der Gesang biete eine Mischung aus Death-Metal-Growling und Hardcore-Punk-Shouts, sodass es ein klein wenig an Misery Index erinnern würde.

## Diskografie
- Strength to Carrion (EP, 2009, Eigenveröffentlichung)
- Aporia (EP, 2010, Eigenveröffentlichung)
- Aberration of Man (Album, 2012, Unique Leader Records)